# Гашимова, Айбениз Гасан кызы
Айбениз Гасан кызы Гашимова (азерб. Aybəniz Həsən qızı Haşımova) (22 августа 1968, Кировабад, Азербайджанская ССР) — советская и азербайджанская певица и преподавательница. Заслуженная артистка Азербайджана (2008).

## Биография
Родилась 22 августа 1968 года в Кировабаде. Имеет сестру, певицу Шахназ Гашимову. На азербайджанской сцене дебютировала в 1979 году в составе детского хора Bülbüllər, чуть позднее дебютировала сольно, и спела свыше 100 песен. Была членом жюри азербайджанского конкурса «Народная звезда», также снялась в двух фильмах.

### Личная жизнь
Айбениз Гашимова вышла замуж за Халида Кулиева (1962—92) и родила дочь Айнишан Кулиеву (1991), певицу. Кулиев погиб во время войны в Нагорном Карабахе. Указом президента Азербайджана Халид Кулиев был удостоен медали «За Родину» посмертно, медаль получала его супруга.

## Фильмография
- 1989 — Ширали и Аберчин
- 2015 — Мариз